# Staying Alive (film)
Staying Alive is een Amerikaanse dansfilm uit 1983 geschreven en geregisseerd door Sylvester Stallone. De film was een vervolg op Saturday Night Fever uit 1977 en John Travolta nam hierin weer de hoofdrol op als Tony Manero. Ondanks slechte kritieken behaalde de film een wereldwijde opbrengst van $127 miljoen tegen een budget van $22 miljoen, met het nummer "Far from Over" van Frank Stallone als een hit.

## Plot
Anthony "Tony" Manero, ooit de onbetwiste disco-ster, volgt zijn broers advies en jaagt zijn droom na om professioneel te dansen. Nu leeft hij in een eenvoudig Manhattan hotel, waar hij werkt als dansinstructeur en ober in een dansclub, terwijl hij streeft naar een doorbraak in de wereld van de moderne dans op Broadway. Het verbreken van zijn banden met Brooklyn heeft Tony getransformeerd; hij spreekt zachter, drinkt minder, en vloekt minder. Toch blijft zijn onvolwassenheid zichtbaar, vooral in zijn onverschilligheid jegens zijn vriendin, Jackie.
Als hij een show bijwoont waarin Jackie danst, wordt hij betoverd door Laura, een welgestelde Engelse danseres. Hun nacht samen eindigt in afwijzing, niet beseffend dat het voor Laura een eenmalige affaire was. Laura rechtvaardigt zichzelf door te zeggen dat "iedereen iedereen gebruikt," suggererend dat Tony haar gebruikte om een rol te krijgen in haar show.
Na een breuk met Jackie, doen ze allemaal auditie voor Satan's Alley. Jackie en Tony krijgen kleine rollen, terwijl Laura de hoofdrol krijgt.
Tijdens de productie groeit Tony's inzicht, beseffend hoe hij Jackie heeft behandeld. Het verhaal culmineert in een emotionele show, verzoening met Jackie, en Tony's triomfantelijke uitstraling als hij door Times Square paradeert.
Dit verhaal illustreert Tony's persoonlijke groei en de waarde van reflectie en vergeving in menselijke relaties. Het onthult de complexiteit van menselijke aard en de prijs van succes in de showbusiness.

## Rolverdeling
| Acteur             | Personage        |
| ------------------ | ---------------- |
| John Travolta      | Tony Manero      |
| Cynthia Rhodes     | Jackie           |
| Finola Hughes      | Laura            |
| Steve Inwood       | Jesse            |
| Julie Bovasso      | Flo Manero       |
| Sylvester Stallone | Man op de straat |